# Mantua (provins)
Mantua (italienska: Mantova) är en provins i regionen Lombardiet i Italien. Mantua är huvudort i provinsen. Den nuvarande provinsen etablerades 1868 när Kungariket Lombardiet-Venetien tillföll Kungariket Italien. Mantua var en provins i Kungariket Lombardiet-Venetien som delades när Kungariket Sardinien genom freden i freden i Zürich 1859 erhöll Lombardiet upp till floden Mincio. Delarna i Kungariket Sardinien fördelades mellan provinserna Brescia och Cremona under tiden fram till 1868.

## Världsarv i provinsen
- Mantua och Sabbioneta världsarv sedan 2008.

## Administration
Provinsen Mantua är indelad i 64 comuni (kommuner). Alla kommuner finns i lista över kommuner i provinsen Mantua.
| Datum           | Ny kommun             | Kommuner som upphörde                   |
| --------------- | --------------------- | --------------------------------------- |
| 4 februari 2014 | Borgo Virgilio        | Borgoforte och Virgilio                 |
| 1 mars 2017     | Sermide e Felonica    | Felonica uppgick i Sermide              |
| 1 januari 2018  | Borgo Mantovano       | Pieve di Coriano, Revere och Villa Poma |
| 1 januari 2019  | San Giorgio Bigarello | Bigarello uppgick i                     |
| 1 januari 2019  | Borgocarbonara        | Borgofranco sul Po och Carbonara di Po  |